# Cratere Hammaguira
Hammaguira è un cratere sulla superficie di 25143 Itokawa.